# Brasema peruviana
Brasema peruviana is een vliesvleugelig insect uit de familie Eupelmidae. De wetenschappelijke naam is voor het eerst geldig gepubliceerd in 1912 door Crawford.